# Catedral de León (Nicaragua)

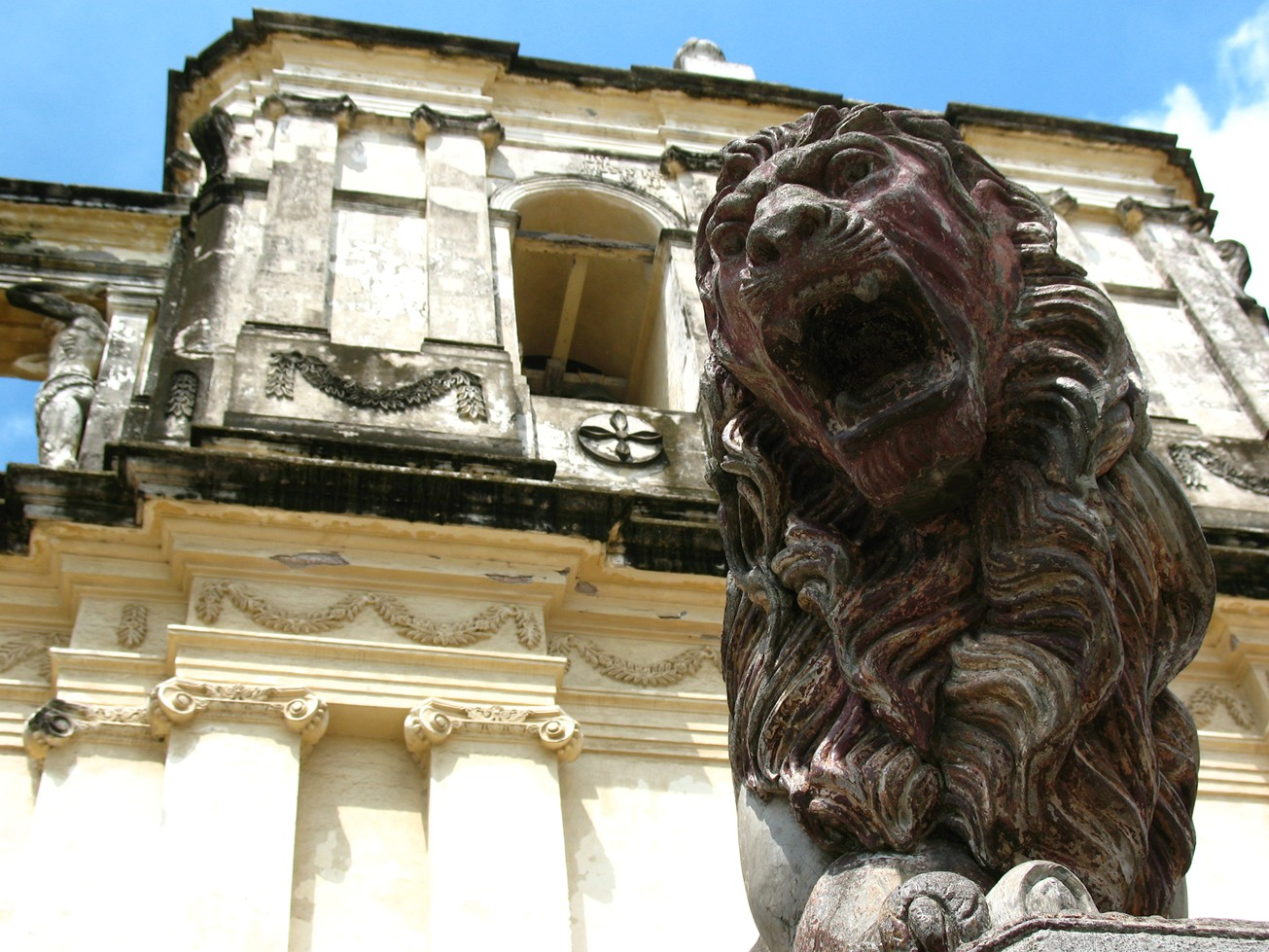
La catedral de la Asunción, en la ciudad de León.

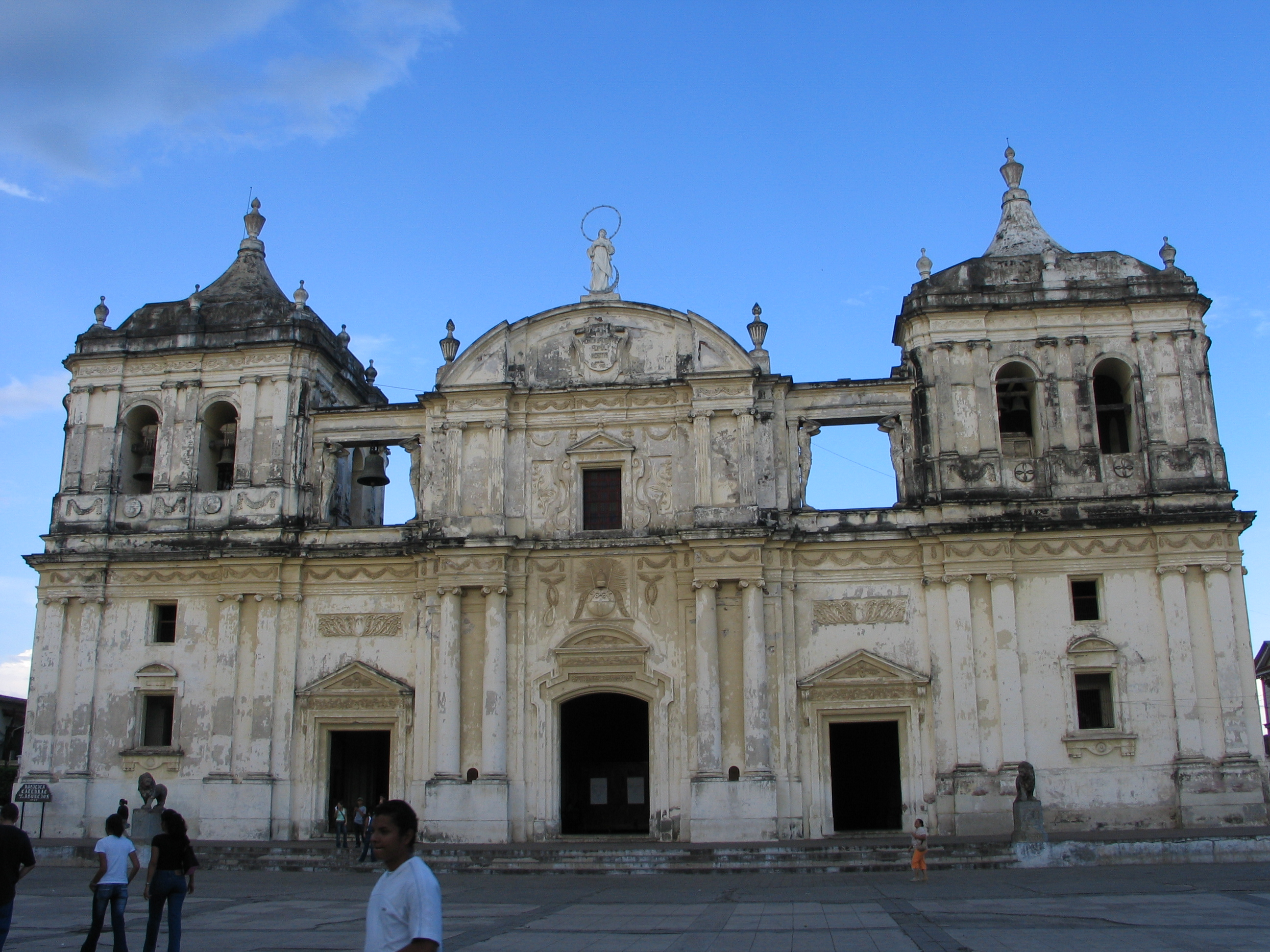
La catedral de la Asunción bajo el atardecer.

La Insigne y Real Basílica Catedral de la Asunción de la Bienaventurada Virgen María, es una catedral de la Iglesia católica de construcción barroca colonial ubicada en la ciudad de León, Nicaragua. En León Viejo tuvo los nombres de "Nuestra Señora de la Piedad" y "Nuestra Señora de la Gracia".

## Construcción
Su construcción duró entre 1747 y 1860; fue consagrada por el Obispo Bernardo Piñol y Aycinena en 1860 y elevada a Basílica menor por el Papa Pío IX el 20 de noviembre del mismo año, desde entonces la ciudad de León tiene el privilegio de tener la segunda  catedral más grande de Centroamérica detrás de la más grande que es la Catedral de la Arquidiócesis de Santiago de Guatemala y una de las más hermosas de América.

## Arquitectura
El diseño arquitectónico fue realizado por el arquitecto guatemalteco Diego José de Porres y Esquivel hijo del arquitecto mayor de Santiago de Guatemala Diego de Porres y Nieto Jose de Porres los maestros mayores de arquitectura de la Capitanía General de Guatemala.
La catedral se distingue por tener una planta rectangular, de un tipo generalizado en aquellos siglos y semejante a los de las catedrales de Lima y el Cuzco, Perú. Sus dos torres de 40 metros de altura y la fachada son de estilo neoclásico.
Tiene cinco naves, nueve tramos abovedados, dos torres en su fachada y una parroquia. El sagrario está ubicado casi paralelo al altar mayor, cuyo saliente rompe la simetría rectangular.
Su interior es espacioso y con mucha iluminación natural posee columnas cruciformes muy gruesas y en algunos casos se elevan 30 metros, su nave central se estaca por sobre las naves laterales y está rematada en el crucero por una gran cúpula altamente decorada de 35 metros de altura.
En la terraza guarda el mayor espectáculo barroco que se combina con el estilo neoclásico.
Las ventanas son abovedadas y los dos campanarios tienen una cúpula chinesca.
Debido a la robustez de sus muros ha soportado terremotos , erupciones volcánicas del volcán Cerro Negro y guerras.
En 1824 fueron colocados varios cañones en su azotea durante el sitio de la ciudad por fuerzas conservadoras y en la insurrección de junio y julio de 1979, contra el dictador Anastasio Somoza Debayle, los guerrilleros del Frente Sandinista de Liberación Nacional (FSLN) también la utilizaron con fines bélicos.

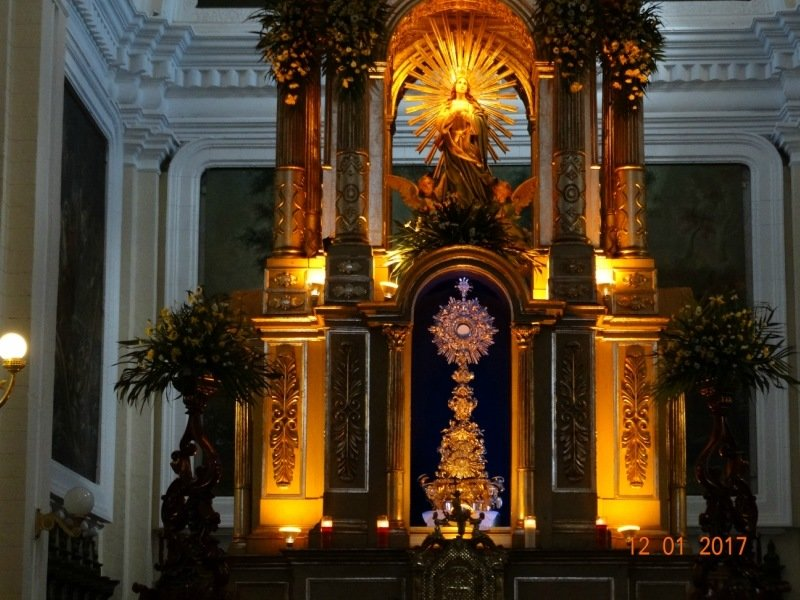
Altar en la catedral de Leon

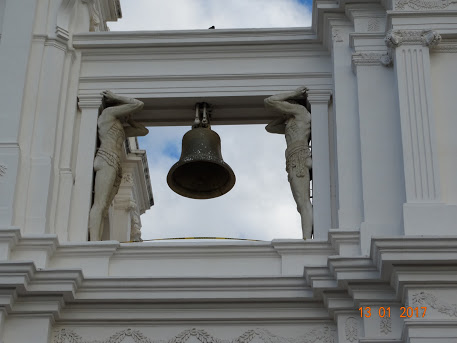
Catedral de León (Nicaragua), titanes en el frontón de la catedral

## Valor histórico
Tiene valor histórico por ser, desde 1531, la sede episcopal de la primera diócesis de la Iglesia Católica en Nicaragua, por lo que es una de las diócesis más antiguas de América. Es la sede de la Diócesis de León.
Bajo sus arcadas, en sus criptas diseñadas para soportar los sismos, reposan los restos mortales de 27 personas, entre ellas 10 obispos, 5 sacerdotes, un prócer de la independencia, tres poetas, un músico, seis notables y una esclava.
Algunos personajes ilustres de la nación nicaragüense, enterrados en ella son: el prócer Miguel Larreynaga; los poetas Rubén Darío, Salomón de la Selva y Alfonso Cortés; el músico José de la Cruz Mena; el sabio doctor Luis H. Debayle; el profesor Edgardo Buitrago; el primer obispo de León y último de Nicaragua monseñor Simeón Pereira y Castellón, el sacerdote Marcelino Areas y el obispo Cesár Bosco Vivas Robelo.
La tumba de Darío, padre del modernismo y considerado Príncipe de las letras castellanas, está al pie de la estatua de San Pablo.
A principios del siglo XX monseñor Simeón Pereira y Castellón (el mismo que presidió los funerales de Darío el 13 de febrero de 1916) le encargó al escultor granadino Jorge Navas Cordonero hacer la estatua de la Virgen María encima del frontis de la fachada, los atlantes que están entre el frontis y los campanarios. Navas también esculpió las estatuas de los Doce Apóstoles, junto a las columnas de la nave central, al igual que el león de la tumba de dicho poeta, muy parecido al León de Lucerna, Suiza (hecho por el escultor danés Bertel Thorvaldsen, 1770-1844), el Cristo de la tumba de monseñor Pereira y varias decoraciones dentro del templo y su Capilla del Sagrario.
Durante una visita pastoral por el oriente del país, monseñor Pereira y Castellón contempló el mural de la "VI Estación" o "Paso de la Verónica" en la parroquia de Nuestra Señora de La Asunción de Masaya, obra del pintor y escultor en madera José Antonio Sarria Mejía (1880-1950) a quien invitó a trabajar en la Catedral. Sarria, entre 1904 y 1908, pintó los murales de las 14 estaciones de la monumental Vía Sacra, perpetuando así su nombre. Cabe destacar que contó con la colaboración de un pequeño grupo de pintores leoneses, como Saturnino Zapata, José López y José Vargas quienes firmaron por lo menos tres de las estaciones.

## Personajes ilustres sepultados en Catedral[12]
Obispos: Diego Alvaréz de Osorio, Francisco de Mendavia y Antonio de Valdivieso, los tres primeros obispos de Nicaragua, cuyos restos fueron trasladados de León Viejo el 26 de febrero de 2008. Juan Benito Garret y Arlovi, Domingo Antonio Zattarain, José Antonio Flores de Ribero, Juan Carlos Vílchez y Cabrera, Nicolás García y Jerez, Simeón Pereira y Castellón, Agustín Nicolás Tigerino y Loáisiga y Cesár Bosco Vivas Robelo.
Sacerdotes: José Desiderio de la Quadra, Remigio Casco, Rafael Jerez (hermano del prócer Máximo Jerez y del pintor Toribio Jerez), Félix Pereira y Castellón y Marcelino Areas.
El prócer de la independencia Miguel Larreynaga (1700-1847), más bien, su descendencia, cuyas cenizas fueron traídas de Guatemala en la década de los setenta.
Los poetas: Rubén Darío (1867-1916), Salomón de la Selva (1893-1959) y Alfonso Cortés (1893-1969).
El músico José de la Cruz Mena, cuyas cenizas fueron trasladadas del Cementerio de Guadalupe el 3 de mayo de 1998.
Notables: Alfonso Ayón, Pedro Argüello, alcalde de León. Leocadia del Prado Argüello; el sabio doctor Luis H. Debayle y su esposa Casimira Sacasa; el profesor Edgardo Buitrago.
Una esclava Santa, según recolección de hechos de Ernesto Cardenal.

## Patrimonio de la humanidad
Por su gran valor artístico, cultural e histórico, el 28 de junio de 2011, fue elevada por Organización de Naciones Unidas para la Educación, la Ciencia y la Cultura (UNESCO) a la categoría de Patrimonio de la Humanidad, siendo el segundo en la historia de este país
En su comunicado la Unesco describió el monumento arquitectónico nicaragüense así:
"La catedral de León en Nicaragua fue construida entre 1747 y principios del siglo XIX con diseños del arquitecto guatemalteco Diego José de Porres Esquivel. Expresa la transición de la arquitectura barroca a la neoclásica y su estilo puede considerarse ecléctico. La catedral se caracteriza por la sobriedad de su decoración interior y la abundancia de luz natural. La bóveda del santuario presenta una ornamentación muy rica. La catedral tiene en su interior obras de arte importantes, incluido un altar flamenco y pinturas de las 14 estaciones del Vía Crucis obra del artista nicaragüense Antonio Sarria a finales del siglo XIX y principios del siglo XX."

### Un reconocimiento a la fe
El entonces obispo de la diócesis de León, monseñor Bosco Vivas Robelo, dijo: 
"es un reconocimiento que se le hace a la fe de todo un pueblo, es el pueblo quien hizo posible esta construcción que ahora es declarada patrimonio de la humanidad.
"es un momento de alegría y de acción de gracias a Dios, y hago un llamado a la feligresía de la diócesis de León para que cuiden a su catedral."

### Un compromiso preservarla
El rector de la Universidad Nacional Autónoma de Nicaragua (UNAN-León), doctor Roger Gurdián, actual alcalde de la ciudad, afirmó:
"esto significa mayor responsabilidad y retos para conservarla, para preservarla y sobre todo hacerla resplandecer en un entorno que es casco histórico de la ciudad de León."
"para la universidad y los leoneses, significa un compromiso que tenemos que asumir todos los leoneses y nicaragüenses."

### Restauración y Rebosamiento
A principios del año 2016 comenzó la colosal restauración del templo, esto incluía pintarla de color blanco original en el exterior y crema en el interior, restaurar los escudos y grabados en el interior y el exterior de la catedral; pintar las 5 naves tipo crucero, reconstruir la capilla del jardín del príncipe, así como limpiar las aceras exteriores, colocar faroles alrededor. Años antes y actuales la Alcaldía de León había bloqueado las calles alrededor de la catedral para hacerlas calles peatonales, así como numerosas calles que tienen valor histórico en la ciudad de casi 500 años de antigüedad.

### Eslabón en el recorrido de la historia
Para el doctor Juan Bautista Arríen, secretario permanente de la Comisión Nacional de Unesco en Nicaragua:
"el título que otorga la Unesco sirve para dar a conocer la historia y la cultura de un país a través de sus monumentos y obras, que son considerados para la humanidad eslabones para ir construyendo una idea del recorrido de su historia."